# Аспект (астрология)
Аспект (от лат. aspectus — вид, ракурс, угол зрения) в астрологии — особое взаиморасположение планет (или других интерпретируемых точек небесной сферы). Наряду со знаками зодиака и домами гороскопа, в европейской традиции аспекты являются основным источником астрологических интерпретаций расположения небесных тел.
Согласно астрологическим представлениям, небесные тела́ оказываются специфическим образом связаны, когда расположены рядом («соединяются»), либо угловое расстояние между ними приблизительно кратно целой окружности (т.е. равно 180°, 120°, 90° и т.д.). Поскольку в подавляющем большинстве случаев астрология сводит положение планеты только к эклиптической долготе (зодиакальной позиции), как правило под аспектом в широком смысле в астрологии понимается разность эклиптических долгот двух точек, а в строгом смысле – соответствие этой величины тому или иному значению, означающему, что планеты находятся в своего рода «резонансе». Аспект считается действующим, когда угловое расстояние между точками отличается от номинального на величину, не превышающую соответствующий орбис, или орб (лат. orbis – круг), при этом чем ближе значение к точному, тем сильнее считается действие аспекта.
Каждый аспект имеет собственную природу, связанную с мистической природой числа, делением окружности на которое он получен. Источником интерпретации природы чисел в астрологии является пифагорейство: так, аспект соединения выражает природу монады, т.е. объединение энергии двух планет, аспект оппозиции – природу диады, т.е. борьбу, противоположность проявлений, трин (120°) – природу триады, т.е. гармонию и развитие, и т.д. Синтез значений планет (в астрологическом смысле) – применительно к конкретной ситуации аспектов, с учётом их расположения в знаках зодиака и астрологических домах – составляет основу интерпретации гороскопа.
В некоторых астрологических школах также вводились аспекты, основанные не на эклиптической долготе а, например, на склонении (относительно эклиптики или горизонта).
Своеобразным видом аспектов может быть названа также концепция мидпойнтов – расположение некоторой планеты ровно посередине между двумя другими безотносительно угловых значений этого расстояния.

## Характеристики аспектов
Множество аспектов, используемых в различных астрологических школах и направлениях, можно условно подразделить на «мажорные» (они же «классические», они же Птолемеевские) и «минорные» (или аспекты астрологии модерна).
Мажорные (соединение, квадратура, оппозиция, трин и секстиль) описываются в трактате Гемина «Введение в явления», где о них говорится, как о введённых «халдеями».
Минорные аспекты начали вводиться в астрологическую практику примерно на рубеже XIX и XX веков. По поводу их «силы» и вообще целесообразности использования в астрологической практике среди астрологов нет общего мнения. Многие астрологи минорные аспекты не признают вообще (в основном, представители «традиционики»), часть астрологов минорные аспекты признает, однако избегают ими пользоваться, поскольку, по их мнению, значимость минорных аспектов пренебрежительно мала, а их использование затрудняет чтение астрологической карты.
Аспекты подразделяются по напряжённости на аспекты гармоничные и напряжённые (дисгармоничные).
По типу движения планет в аспекте, аспекты подразделяются на формирующиеся/распадающиеся и расходящиеся/сходящиеся.